# Вергів
Вергів (рос. дореф. Верговъ, пол. Werhów) — колишній хутір у Коростенській (Іскоростській) волості Овруцького і Коростенського повітів Волинської губернії та Купищенській сільській раді Ушомирського (Коростенського) району Волинської округи.

## Населення
Наприкінці 19 століття кількість населення становила 29 осіб, дворів — 4, у 1906 році у поселенні налічувалося 5 мешканців, дворів — 1.

## Історія
У другій половині 19 століття — хутір Іскоростської волості Овруцького повіту Волинської губернії, належав до православної парафії у Вигові, за 6 верст.
У 1906 році — хутір Іскоростської волості (2-го стану) Овруцького повіту Волинської губернії. Відстань до повітового центру, м. Овруч, становила 50 верст, від волосного центру, містечка Іскорость — 10 верст. Найближче поштово-телеграфне відділення розміщувалося в Іскорості.
У березні 1921 року Коростенську волость передано до складу новоутвореного Коростенського повіту Волинської губернії. Станом на 17 грудня 1926 значився у підпорядкуванні Купищенської сільської ради Ушомирського району Коростенської округи.
Знятий з обліку населених пунктів до 1 жовтня 1941 року.